# Bélesta (Pirenéus Orientais)
Bélesta (em catalão:  Bellestar; em occitano:  Belhestar) é uma comuna francesa na região administrativa da Occitânia, no departamento dos Pirenéus Orientais. Estende-se por uma área de 20.52 km², e possui 217 habitantes, segundo o censo de 2018, com uma densidade de 11 hab/km².